# エリザベス・ボーディン
エリザベス・ボーディン(Elizabeth Bodine、1898年 – 1986年)は、アメリカ合衆国の人道主義者で、1979年7月国際児童年の提唱に関わる働きが評価されてセオドア・ルーズベルト・ラフ・ライダー賞|を受賞した。彼女は、1968年にノースダコタ州と全国の両方で年間最優秀母親として表彰された。
彼女は、ポーランド・ポズナンの生まれで、第一言語としてはドイツ語を喋っていた。ボーディンは、ノースダコタ州のベルコート地域のアメリカ先住民の人々を支援するために何年もボランティアとして活動した。第二次世界大戦中はポーランドの彼女の親戚たちに衣服や食料を送り、ベトナムにも衣服の箱を送っていた。彼女は18人の子どもたちの母親で、その一人ひとりに高校卒業程度以上の教育を受けさせた。 
10人の息子は大学卒で、6人の娘は大学に通い、2人の娘は実業教育を受けている。10回の夏の研修コースを含めて26年間に、この家族の1人以上の人がマイノット州立大学に入学している。

## References
1. ↑  “Archived copy”. 2011年3月23日時点のオリジナルよりアーカイブ。2013年7月23日閲覧。
2. ↑  "Theodore Roosevelt Rough Rider Award: Elizabeth Bodine", State of North Dakota. Retrieved 8/23/08.
3. ↑  http://freepages.genealogy.rootsweb.ancestry.com/~bodine/f5789.html
4. ↑  "Dakota Datebook May 9, 2004: 'Mother's Day'" Archived August 20, 2008, at the Wayback Machine.. Prairie Public Radio. Retrieved 8/23/08.